# Cartuja de Valmanera

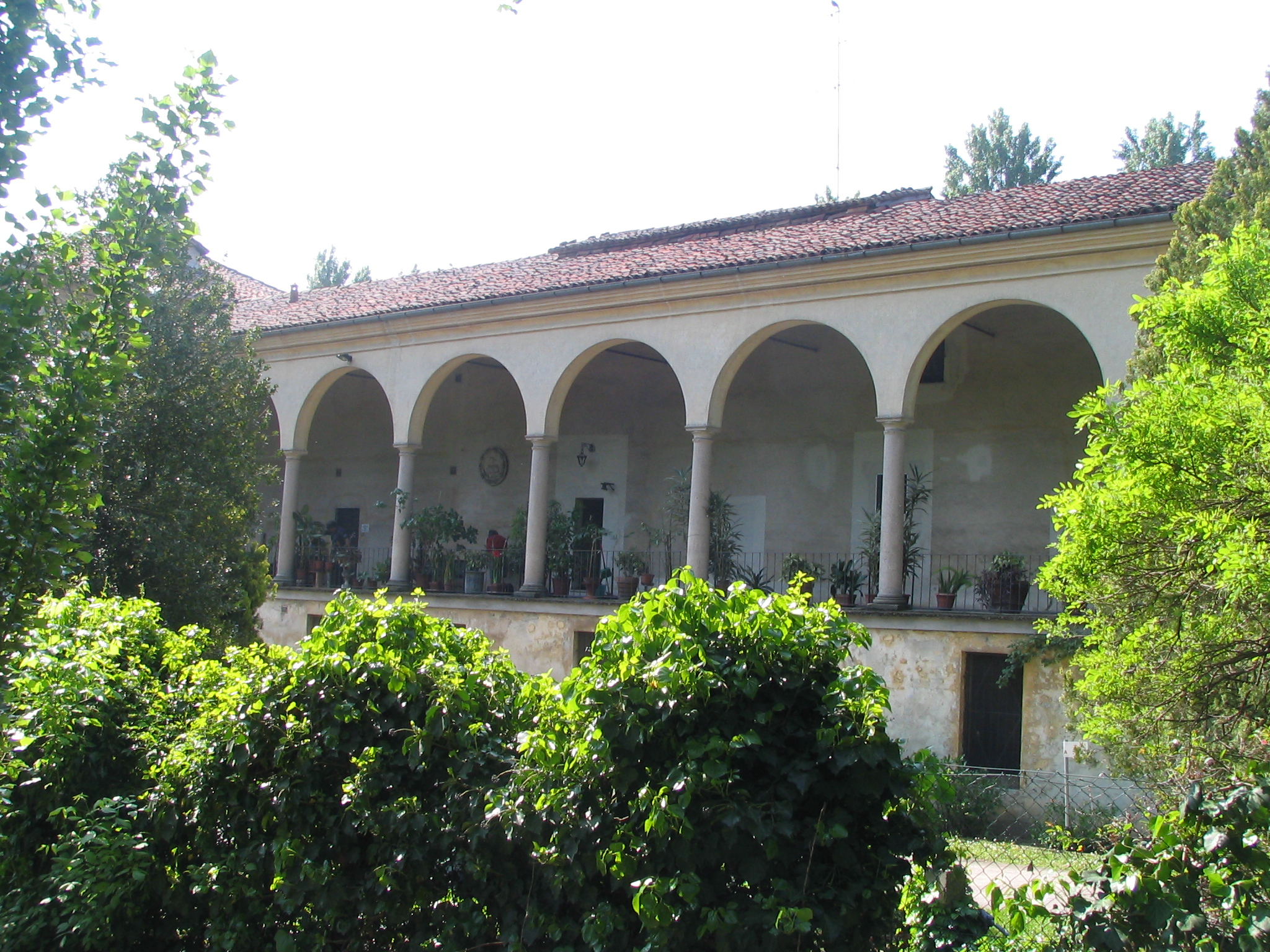
Restos de uno de los claustros de la Cartuja de Valmanera.

El monastero di San Giacomo di Valleombrosa in Valmanera de Asti, conocido simplemente como Certosa d'Asti o la Cartuja de Valmanera es un edificio situado en Borgo San Pietro al noroeste de la ciudad de Asti que fue monasterio vallombrosiano y cartuja hasta 1801.

## Orígenes
San Juan Gualberto (c.995-1073), ermitaño que vivía entre la ermita de Camaldoli y Vallombrosa, a poca distancia de Florencia, fundó hacia 1039 la Orden de Vallombrosa. La orden seguía la regla benedictina. Inicialmente vistió hábito gris oscuro, luego cambió al blanco y en el siglo XVI al negro. Entre los siglos XI y XII la orden se extendió por toda Italia, fundando más de 50 monasterios, entre ellos el de Asti.

## Los cartujos
No se conoce exactamente cuándo pasó el monasterio a manos de la Orden de los Cartujos, fundada por San Bruno de Colonia, pero ya se hace referencia a los cartujos en un legado de Bartolomé Garetti, de 1391, en el que se declara devuelta una parte de una herencia al «...convento e chiesa di San Filippo e Giacomo presso Asti, dell'Ordine dei certosini, già detto di San Giacomo di Valleombrosa».
Los cartujos ampliaron el monasterio con edificios, un estanque y tierras de cultivo para viñedos y huerto, limitadas por un muro, como atestigua el documento Theatrum Statuum Sabaudiae del siglo XVII. Los edificios cubrían unos 6000 metros cuadrados. Se accedía a la finca por el sur, por medio de tres entradas. Al norte había un gran claustro cuadrangular que daba a las casas de los frailes en tres de los cuatro lados. Una parte del claustro, según la costumbre cartuja, se usó para cementerio de los monjes. 
La iglesia se elevó con la fachada miramdo al oeste, fachada precedida por un segundo claustro de dimensiones más pequeñas. La iglesia, que se dedió a los santos apóstoles Felipe y Santiago, era de grandes dimensiones, hecha en estilo gótico de finales del siglo XIV, parcialmente modificada y modernizada a finales del siglo XV y, en lo que respecta a la fachada, a mediados del siglo XVIII. El interior, con tres naves cubiertas por bóvedas ojivales, estaba dividido en dos partes: una más pequeña para los fieles y la otra para los monjes. Además del altar mayor, decorado en 1498 con la monumental Pala con la Madonna in gloria, del pintor Macrino d'Alba, había cinco altares laterales dedicados respectivamente a San Brunon, la Virgen del Rosario, San Felipe, Santiago y su tutor San Jerónimo. El hermoso y grandioso coro de los monjes,  fue construido por el artista cremonense Paolo Sacca hacia 1496, junto con su padre Tommaso y su hermano Imerio, por encargo del prior Bartolomeo De Murris. Tenía cuarenta sitiales decorados en estilo renacentista. El prior De Murris modernizó el mobiliario y la decoración, que incluyó los frescos del gran claustro y de la residencia del prior.

## La decadencia del monasterio
La cartuja fue ocupada varias veces por distintos ejércitos durante las guerras franco-españolas de Italia y, más tarde, durante las guerras napoleónicas. En 1615, el gobernador Hinojosa, comandante general de las tropas españolas, hizo de la cartuja su residencia. En 1745 el barón Leutrum, comandante de las tropas de Saboya, al frente de siete batallones emprendió una ofensiva contra las tropas francesas alojadas en la cartuja.
El 20 de marzo de 1801, el gobierno napoleónico suprimió cualquier función religiosa del monasterio, dispersando la comunidad, que en parte se une a la Cartuja de Casotto y en parte se retorna a la vida privada. Antes del 3 de agosto de 1801 la cartuja ya había sido saqueada y perdido todo su mobiliario. Estatuas y altares son transferidos a otras iglesias de la ciudad: por ejemplo, el altar de la Madonnina fue transferido a la catedral y las estatuas que representan a Felipe y Santiago están presentes en la fachada de la iglesia de San Martino. El gran retablo con la Virgen en gloria y los santos Juan Bautista, Santiago, Jerónimo y Hugo se encuentran hoy en la Galleria Sabauda de Turín. Un segundo retablo del siglo XVII, con los santos cartujos y vista general de la Cartuja, se conserva en Grana, cerca de Asti. Sin embargo, buena parte del patrimonio (cultural y artístico) de la cartuja desapareció sin dejar rastro.
El edificio, así despojado, se puso a la venta y pasó por varias manos: del general Ratti al señor Lorenzo de Mongardino y, finalmente, al abogado Guido De Fornaris de Turín.
Lo que queda de la primitiva Cartuja, una parte de la galería (loggiato), se restauró hace unos cuarenta años y hoy está destinada a Museo y taller de tapices. El Museo de tapices  (la Arazzeria Scassa) ocupa cinco salas en dos plantas y cuenta con una colección de tapices elaborados a partir de bocetos de importantes pintores italianos y extranjeros: Cagli, Capogrossi, Casorati, De Chirico, Guttuso, Mastroianni, Basaldella, Spazzapan, Tadini, Turcato, Vedova, Zancanaro, Dalí, Ernst, Kandinsky, Klee, Matisse e Miró. En el área adyacente al museo está en taller de tejidos.